# Lista de municípios de Rondônia por mortalidade infantil
Esta é uma lista das Cidades de Rondônia por mortalidade infantil, índice que representa a quantidade de mortes de crianças no primeiro ano de vida observada durante um determinado ano a cada mil nascidos vivos neste mesmo período. Os dados são do IBGE para o ano de 2014.

## Taxa de Mortalidade Infantil nos Municípios
| #  | Município                 | Taxa % |
| -- | ------------------------- | ------ |
| 1  | Monte Negro               | 4,9    |
| 2  | Alvorada do Oeste         | 5,43   |
| 3  | Ouro Preto do Oeste       | 5,93   |
| 4  | Chupinguaia               | 6,33   |
| 5  | Presidente Médici         | 6,92   |
| 6  | Mirante da Serra          | 7,3    |
| 7  | Alta Floresta d'Oeste     | 8,8    |
| 8  | Nova União                | 9,09   |
| 9  | Nova Mamoré               | 9,41   |
| 10 | Machadinho d'Oeste        | 9,86   |
| 11 | Jaru                      | 10,38  |
| 12 | Colorado do Oeste         | 10,99  |
| 13 | São Miguel do Guaporé     | 11,02  |
| 14 | Campo Novo de Rondônia    | 11,05  |
| 15 | Vale do Paraíso           | 11,11  |
| 16 | Rolim de Moura            | 11,62  |
| 17 | Ji-Paraná                 | 12,77  |
| 18 | Porto Velho               | 13,36  |
| 19 | Vilhena                   | 13,4   |
| 20 | Teixeirópolis             | 14,49  |
| 21 | Ariquemes                 | 14,57  |
| 22 | Nova Brasilândia do Oeste | 15,75  |
| 23 | Theobroma                 | 16,0   |
| 24 | Governador Jorge Teixeira | 16,13  |
| 25 | São Francisco do Guaporé  | 16,23  |
| 26 | Urupá                     | 16,39  |
| 27 | Cujubim                   | 16,67  |
| 28 | São Felipe d'Oeste        | 16,95  |
| 29 | Cacoal                    | 17,6   |
| 30 | Costa Marques             | 18,73  |
| 31 | Buritis                   | 19,35  |
| 32 | Santa Luzia d'Oeste       | 19,42  |
| 33 | Guajará-Mirim             | 19,57  |
| 34 | Cerejeiras                | 20,08  |
| 35 | Parecis                   | 20,41  |
| 36 | Itapuã do Oeste           | 20,62  |
| 37 | Castanheiras              | 21,74  |
| 38 | Espigão d'Oeste           | 22,22  |
| 39 | Pimenta Bueno             | 23,45  |
| 40 | Seringueiras              | 23,53  |
| 41 | Alto Paraíso              | 23,62  |
| 42 | Corumbiara                | 24,0   |
| 43 | Cabixi                    | 26,67  |
| 44 | Pimenteiras do Oeste      | 27,03  |
| 45 | Alto Alegre dos Parecis   | 29,07  |
| 46 | Novo Horizonte do Oeste   | 32,26  |
| 47 | Candeias do Jamari        | 33,78  |
| 48 | Ministro Andreazza        | 37,38  |
| 49 | Cacaulândia               | --     |
| 50 | Primavera de Rondônia     | --     |
| 51 | Rio Crespo                | --     |
| 52 | Vale do Anari             | --     |